# مذكرات نعيم بك
مذكرات نعيم بك: الوثائق الرسمية التركية المتعلقة بترحيل الأرمن ومذابحهم، والمعروفة أيضًا باسم «برقيات طلعت باشا»، هو عنوان كتاب كتبه المؤرخ والصحفي آرام أندونيان عام 1919. نُقحت في الأصل باللغة الأرمنية، وقد انتشرت في جميع أنحاء العالم من خلال الطبعة الإنجليزية التي نشرتها هودر وستوكتون من لندن. إنها تتضمن العديد من الوثائق (البرقيات) التي تشكل دليلًا على أن الإبادة الجماعية للأرمن تم تنفيذها رسميًا كسياسة لحكومة الدولة العثمانية.
كان للطبعة الأولى باللغة الإنجليزية مقدمة كتبها فيكونت جلادستون.

## المحتويات
وبحسب أندونيان، جُمعت الوثائق من قبل مسؤول عثماني يُدعى نعيم بك، والذي كان يعمل في مكتب اللاجئين في حلب، والذي سلمها إلى أندونيان. كل ورقة تحمل توقيع محمد طلعت باشا، وزير الداخلية الذي صار الصدر الأعظم في الدولة العثمانية. إن محتويات هذه البرقيات «تنص بوضوح على نيته في إبادة جميع الأرمن، وتحدد خطة الإبادة، وتقدم ضمانة حصانة للمسؤولين، وتدعو إلى تشديد الرقابة، وتلفت الانتباه بشكل خاص إلى الأطفال في دور الأيتام الأرمينية». ظلت البرقيات في شكل مُعَمّى ومكتوبة باللغة التركية العثمانية.
الصورة العامة التي تظهر من هذه الروايات تشير إلى شبكة إبادة لمعظم المرحلين. إنها تؤكد بأغلبية ساحقة حقيقة ما أسماه المؤرخ البريطاني أرنولد ج. توينبي (من كلية لندن للاقتصاد في جامعة لندن) أن «هذه الجريمة الهائلة التي دمرت الشرق الأدنى».
| « | ذات يوم جاء الأمر التالي من وزير الداخلية: «مع أن إبادة الأرمن قد تقررت قبل ذلك، إلا أن الظروف لم تسمح لنا بتنفيذ هذه النية المقدسة. والآن بعد إزالة جميع العقبات، من المستحسن بشكل عاجل ألا يتم تحريكك لمشاعر الشفقة على رؤية محنتهم البائسة. ولكن بوضع حد لهم جميعًا، حاول بكل قوتك أن تمحو اسم "أرمينيا" ذاته من تركيا.» «وصل أمر جديد فظيع من وزارة الداخلية. أمرت الحكومة بإبادة حياة الأرمن وشرفهم. لم يعد لديهم أي حق في العيش.» | » |

## الأصالة
في عام 1983، نشرت الرابطة التاريخية التركية (وهي منظمة مرتبطة بإنكار الإبادة الجماعية للأرمن) عملًا فقد مصداقيته الآن بعنوان "Ermenilerce Talat Pasa'ya Atfedilen Telgraflarin Gercek Yüzü" من تأليف شيناسي أوريل وسوريا يوكا. وفي مقدمة كتاب «برقية طلعت باشا: حقيقة تاريخية أم خيال أرمني»، في طبعته المكتوبة باللغة الإنجليزية المنشورة عام 1985، كتب أوريل ويوكا أن مصطلح «الإبادة الجماعية» ومصطلح «المجازر» تم تطبيقهما خطأً لوصف الإبادة الجماعية للأرمن (التي يصفها مؤلفو الكتاب بأنها «ادعاء» أرمني و«افتراء موجه ضد تركيا»)، وأن الوثائق الواردة في مذكرات نعيم بك كانت مزيفة تم استخدامها، لأكثر من 60 عامًا، كأساس لتلك التهم بالإبادة الجماعية والمذابح.
يزعم المؤرخ الفرنسي إيف ترنون، الذي انعقد في محكمة الشعوب الدائمة لعام 1984، أن هذه البرقيات «تمت المصادقة عليها من قبل خبراء... [لكنها] أُعيدت إلى أندونيان في لندن وفُقدت».
جادل المؤرخ فهاكن ن. دادريان في عام 1986 بأن النقاط التي أثارها المؤرخون الأتراك مضللة وقد واجه التناقضات التي أثاروها.
يشير المؤرخ الإسكتلندي نيال فيرغسون، أستاذ التاريخ في جامعة هارفارد، وزميل باحث أول بكلية يسوع في جامعة أكسفورد، وزميل أول في معهد هوفر في جامعة ستانفورد، وريتشارد ألبريشت من بين آخرين إلى حقيقة أن المحكمة لم تشكك بأصالة البرقيات في عام 1921 - والتي - مع ذلك - لم يتم تقديمها كدليل في المحكمة، وأن البريطانيين اعترضوا أيضًا العديد من البرقيات التي، «جرّمت التبادلات بين طلعت والمسؤولين الأتراك الآخرين» بشكل مباشر، وأن «أحد الخبراء العلميين البارزون، فهاكن ن. دادريان، تحقق في عام 1986 من الوثائق باعتبارها برقيات أصلية أرسلها [...] طلعت باشا». هو يضيف:
| « | "تتضمن هذه العيوب أخطاء في الحساب والتأريخ وسوء فهم التواريخ من الأسلوب القديم إلى الجديد والتحرير غير المبالي، مع توفر الموارد المتعددة، بما في ذلك مساعدة الموظفين التي قدمتها الرابطة التاريخية التركية - والتي لم تكن متاحة في فوضى الهدنة ولا يمكن تحملها من قبل نعيم أو أندونيان. وإلى جانب كونها عرضية وليست مركزية، فإن مثل هذه المشاكل متوطنة في الطبيعة المرهقة للمادة نفسها. لقد وُجد أن حجة التزوير لا يمكن الدفاع عنها، لأن الحالات القليلة التي تستند إليها الحجة تنطوي فقط على مخالفات. ومع ذلك، فإن المخالفة ليست متزامنة مع التزوير. يفترض التزوير مسبقًا المهارة والحذر وقبل كل شيء قدرًا من الرقي الموجه لتجنب الأخطاء. إن وجود مثل هذه العيوب في المواد قيد المراجعة وسهولة اكتشافها يخففان من هذه التهمة. في الواقع، لن ينتج أي مزور بأي قيمة مادة غير مكتملة إلى هذا الحد ومعيبة بنواقص صارخة؛ كان من الممكن تجنبه هذا بسهولة من قبل أي شخص ميال إلى التزوير. وعلاوة على ذلك، لا يمكن استثناء جهاز حكومي معروف بأساليبه المتقطعة بشكل مزمن في المعاملات من مثل هذه المخالفات. وكذلك، يتعامل المرء هنا مع معاملات سرية للغاية في خضم "حرب عظيمة" مستهلكة، بدأها وأدارها حزب سياسي اعتمد على الانحرافات والتمويه لمتابعة مخططاته السرية. المخالفة جزءٌ لا يتجزأ من هذه العقلية." | » |

كتب المؤرخان هانز لوكاس كيسير ومارجريت لافينيا أندرسون في عام 2019 أن دحض دادريان لاتهامات التزوير «لا يزال مقنعًا».
يذكر المؤرخ التركي تانر أكجام أوجه التشابه بين البرقيات التي نشرها أندونيان وبين الوثائق العثمانية الموجودة. ففي كتاب نُشر في عام 2016 بعنوان «مذكرات نعيم أفندي وبرقيات طلعت باشا»، ذكر أن المذكرات والبرقيات حقيقية. يذكر أكجام أنه اكتشف خلال بحثه بعض المعلومات والوثائق الجديدة الجادة التي تدعم ادعائه. يلخصها أكجام على النحو التالي:
- كان هناك، في الواقع، ضابط عثماني اسمه نعيم أفندي. إن الوثائق العثمانية الأصلية التي تثبت ذلك، وبعضها، منشور في كتاب أكجام.
- هناك مذكرات تخص نعيم أفندي. إن نُسخ الميكروفيش منه، التي كتبها باللغة العثمانية بخط يده، موجودة حاليًا في حوزة أكجام وقد عرض في كتابه هذه الصفحات كما هي.
- المذكرات حقيقية والمعلومات التي تقدمها صحيحة. من الممكن العثور على وثائق في الأرشيفات العثمانية تشير إلى نفس الأحداث والأشخاص كما تفعل المذكرات.
- صرح المؤرخان التركيين شيناسي أوريل وسوريا يوكا أن استخدام الورق المسطر في البرقية يشير إلى أن الوثيقة مزورة، لأن البيروقراطية العثمانية، حسب رأيهما، لم تستخدم الورق المسطر. يقدم أكجام دليلًا على أن البيروقراطية العثمانية قد استخدمت خلال هذه الفترة الزمنية بالذات ورقًا مسطرًا، وأن هناك العديد من الوثائق في الأرشيفات العثمانية التي تُظهر أن وكالات وزارة الداخلية العديدة كانت تطلب أوراقًا مسطرة.
- تتكون البرقيات التي باعها نعيم أفندي إلى أندونيان من أكواد مكونة من رقمين وثلاثة أرقام. يدعي أوريل ويوكا أن الحكومة العثمانية استخدمت خلال سنوات الحرب تقنيات الترميز التي تتكون من أربعة وخمسة أرقام فقط. وهكذا زعمَا إن البرقيات مزيفة. يقدم أكجام دليلًا على أن الحكومة العثمانية استخدمت خلال سنوات الحرب رموزًا رقمية تتكون من مجموعات أرقام مختلفة مختلفة لإرسال الطلبات عبر البرقية. استخدمت النصوص التي اكتشفها في الأرشيفات العثمانية سلسلة من الرموز مكونة من رقمين وثلاثة وأربعة وخمسة أرقام.[11]

### التحريفية
كما غونتر ليوي، وهو عالم سياسي ومنكر للإبادة الجماعية، أن البرقيات تشكل «محور القضية ضد الأتراك»، وأن صحة وثائق نعيم–أندونيان «لن يتم حلها إلا من خلال اكتشاف ونشر الوثائق العثمانية ذات الصلة». كما اعتبر عمل أوريل ويوكا «تحليلًا دقيقًا لهذه الوثائق» يجعل «أي استخدام لها في عمل علمي جاد أمرًا غير مقبول». وحول هذا الموقف كتب ديفيد ب. ماكدونالد أن ليوي راضٍ عن الاعتماد على عمل «المنكرين التركيين شيناسي أوريل وسوريا يوكا»: «إن مفهوم ليوي للأعمدة المهتزة يعكس عمل منكري المحرقة، الذين يرون أيضًا أن تاريخ المحرقة قائم على أعمدة... هذا افتراض خطير، لأنه يفترض منذ البداية أن دراسات الإبادة الجماعية تستند إلى أكاذيب يمكن دحضها بسهولة بمجرد إجراء فحص أعمق لـ» الحقيقة«التاريخية».
تشمل الآراء الأخرى البروفيسور الهولندي إريك جان زورشر (أستاذ الدراسات التركية في جامعة لايدن)، ومع ذلك، يشير زورشر إلى العديد من الوثائق الأخرى الداعمة لتأكيد برقيات أندونيان على تورط أعضاء جمعية الاتحاد والترقي المركزيين وتعمدهم القتل. ومن بين العلماء الذين يشاركون الآراء التنقيحية حول الوثائق الأندونية برنارد لويس (الأستاذ الفخري لدراسات الشرق الأدنى في جامعة برنستون ومنكر الإبادة الجماعية)، الذي يصنف «برقيات طلعت باشا» ضمن «التلفيقات التاريخية الشهيرة»، على نفس مستوى بروتوكولات حكماء صهيون، وأندرو مانجو (كاتب سيرة مصطفى كمال أتاتورك) الذي تحدث عن «البرقيات المشكوك فيها المنسوبة إلى وزير الداخلية العثماني في زمن الحرب، طلعت باشا»، وبول دومون (أستاذ الدراسات التركية في جامعة ستراسبورغ) الذي ذكر في أحد كتبه أن «صحة البرقيات المزعومة للحكومة العثمانية، التي أمرت بتدمير الأرمن، هي اليوم موضع نزاع خطير»، ونورمان ستون (جامعة بيلكنت في أنقرة في تركيا)، الذي يسمي وثائق نعيم–أندونيان «تزويرًا». وجيل فينشتاين، أستاذ التاريخ العثماني والتركي في كوليج دو فرانس، الذي يعتبر الوثائق «ليست سوى مزيفة».
كتب الدكتور إسرائيل تشارني، الباحث في الإبادة الجماعية والمدير التنفيذي لمعهد الهولوكوست والإبادة الجماعية في القدس، أن برنارد لويس «قلق علميًا على ما يبدو... من الأرمن الذين يشكلون تهديدًا للأتراك كقوة متمردة تعمل مع الروس وتهدد الدولة العثمانية، والإصرار على تنفيذ سياسة الترحيل فقط، بالكاد يخفي حقيقة أن عمليات الترحيل المنظمة تشكل القتل الجماعي المنظم». يقارن تشارني «الهياكل المنطقية» التي استخدمها لويس في إنكاره للإبادة الجماعية بتلك التي استخدمها إرنست نولت في نفيه للمحرقة.

## طبعات
- The Memoirs of Naim Bey: Turkish Official Documents Relating to the Deportation and the Massacres of Armenians، جمعها آرام أندونيان، هودر وستوكتون، لندن، حوالي عام 1920
- Documents sur les massacres arméniens, Paris, 1920 (ترجمة غير مكتملة بواسطة M. S. David-Beg)
- Մեծ Ոճիրը (الجريمة الكبرى)، طبعة باللغة الأرمنية، Hairenik، بوسطن، 1921

ملاحظة: مع أن الطبعة الأرمنية نُشرت بعد النسختين الأخريين، فإن المؤرخ فهاكن دادريان يذكر أن النص الأرمني يشكل النص الأصلي الذي كتبه آرام أندونيان في عام 1919. لقد ساعد التأخير في نشره في تفسير بعض «الأخطاء» التي اكتشفها بعض المؤلفين الأتراك في تأريخ الوثائق.

## فهرس
- Dadrian، Vahakn N. (أغسطس 1986). "The Naim-Andonian Documents on the World War I Destruction of Ottoman Armenians: The Anatomy of a Genocide". مطبعة جامعة كامبريدج. ج. 18 ع. 3: 50.
- Ferguson، Niall (2006). The War of the World: Twentieth-Century Conflict and the Descent of the West. New York: دار (بنغوين قروب) للنشر. ص. 179. ISBN:1-59420-100-5.
- Lewy، Guenter (2005). The Armenian Massacres in Ottoman Turkey. Salt Lake City: University of Utah Press.
- Ternon، Yves (1989). Enquête sur la négation d'un génocide [analysis by Yves Ternon stating the telegrams are probably authentic]. Marseille: éditions parenthèses. ISBN:2-86364-052-6.
- Mouradian, Claire (Jan 2015). "Le télégramme, outil de génocide : le cas arménien". Revue d'histoire de la Shoah (بالفرنسية). pp. 507–535. Archived from the original on 2023-05-16.
- Akçam, Taner (2018). Killing Orders: Talat Pasha's Telegrams and the Armenian Genocide (بالإنجليزية). Springer. ISBN:978-3-319-69787-1.

## روابط خارجية
- Enquête sur la négation d'un génocide. تحليل البرقيات الأندونية باللغة الفرنسية
- الوثائق الأولية: الأوامر الرسمية المزعومة لطلعت باشا بشأن مذابح الأرمن، مارس 1915 - يناير 1916 - نسخ مترجمة من هذه البرقيات
- Guest Contributor (11 أكتوبر 2016). "Akçam: The Authenticity of the Naim Efendi Memoirs and Talat Pasha Telegrams". Armenian Weekly. مؤرشف من الأصل في 2022-11-15. {{استشهاد بخبر}}: |الأخير= باسم عام (مساعدة)